# Каленчин (Венґровський повіт)
Каленчин (пол. Kałęczyn) — село в Польщі, у гміні Сточек Венґровського повіту Мазовецького воєводства.
Населення — 87 осіб (2011).
У 1975-1998 роках село належало до Седлецького воєводства.

## Демографія
Демографічна структура станом на 31 березня 2011 року:
|          | Загалом | Допрацездатний вік | Працездатний вік | Постпрацездатний вік |
| -------- | ------- | ------------------ | ---------------- | -------------------- |
| Чоловіки | 49      | 7                  | 36               | 6                    |
| Жінки    | 38      | 6                  | 23               | 9                    |
| Разом    | 87      | 13                 | 59               | 15                   |